# Seigneurie de La Sarraz
La seigneurie de La Sarraz est une seigneurie du Pays de Vaud en Suisse.

## Localisation
Situé sur un passage resserré entre la base du rocher du château et le mont Mormont (autrefois nommé Mauremont ou Mauromonte), au pied duquel se dressait déjà Éclépens (une charte datée de 814 de Louis le Pieux) : "Une certaine demeure (cellula), dite la Baumette, dans le pays (pagus) de Lausanne, et au-dessus de la Venoge, et construite en l'honneur de St Didier, avec une portion qui nous est due à Ferreyres, auprès de la villa nommée Éclépens (Sclepedingus).
Le village de La Sarraz tire son nom de cet étroit passage (Serrata qui donnera serrure) dépendant à l'origine du couvent de Romainmôtier fondé en 990. 

## Création
XIe siècle Adalbert II de Grandson, primat du château de Grandson, installe des colons sur cette terre qu'il avait saisie au couvent. Aussi en 1049 lorsque le pape Léon IX vient visiter le monastère, les religieux lui font part des griefs qu'ils avaient contre Adalbert dont celui de « s'être emparé d'un rocher, entouré d'une épaisse forêt près de Ferreyres et d'y avoir bâti un château-fort ». Ce château jouissait d'une position idéale, au nord et à l'ouest les parois élevées du rocher descendaient jusqu'à un petit vallon étroit occupé par un lac alimenté par les sources voisines. 
Petit à petit, le lac va se combler et se transformer en prairies. À l'origine, la forteresse était constituée d'une enceinte carrée formée d'épaisses murailles. Une porte, défendue par deux tours, permettait l'accès au donjon d'où étaient visibles les châteaux des environs, une cour donnait accès aux celliers, aux caves, aux greniers, au four et à une vaste citerne creusée dans le roc. La ville, qui à l'origine était ouverte, serra fortifiée par Aymon Ier au XIIIe siècle, les deux extrémités de la rue principale (ou charrière) furent fermées par des portes flanquées de tours et de pont-levis, une maison commune, recevant le conseil municipal et la cour de justice, abritait un hôpital qui plus tard fut installé en dehors de la ville.

## Les sires de La Sarraz

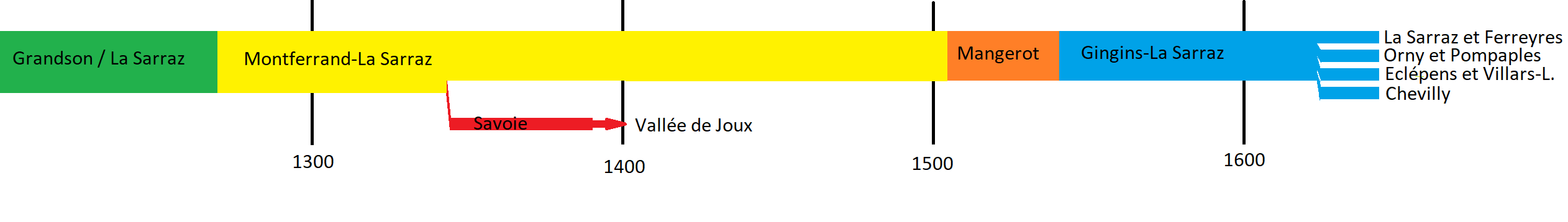
Schéma montrant les différents seigneurs et les divisions de la seigneurie.

La famille de La Sarraz participe à la fondation, en 1140, de l'abbaye du Lac de Joux, nommée aussi abbaye de Cuarnens du fait de l'importance de ses possessions dans ce village. En 1184 un différend voit le jour entre Ebal III de Grandson, sire de La Sarraz, et les chanoines de l'abbaye de Saint-Oyand de Joux. Ceux-ci s'appuyaient sur un acte de l'empereur, qui méconnaissant les possessions des sires de La Sarraz, leur concédait le territoire des "hautes-Joux de Condat". Ebald III faisait valoir ses droits par l'intermédiaire de Roger de Vico-Pisano, évêque de Lausanne. Frédéric Barberousse revenait alors sur son édit et déclarait qu'il "n'entend nullement qu'il soit en rien dérogé aux droits antiques que son amé et féal Ebald de La Sarraz, seigneur de Grandson, tient de ses ancêtres fondateurs de l'abbaye du Lac, confirmant au dit Ebald et à ses successeurs, tenant le château et la baronnie de La Sarraz toute seigneurie et haute juridiction sur la vallée et les Noires-Joux, depuis Pierre-Fuly jusqu'à une lieue vulgaire du lac Quissonez soit des Rousses, et depuis le mont Risoux, qui est situé du côté de Mouthe, jusqu'au mont Tendroz, du côté de Vaud... 
En 1344 François de La Sarraz vendait la vallée du lac de Joux à Louis II de Savoie, baron du Pays de Vaud. Cette vallée, qui depuis un édit de Frédéric Barberousse relevait directement de l'empire, formait ainsi un territoire indépendant malgré son inféodation aux puissants comtes de Savoie. Néanmoins François de La Sarraz se réservait l'usage des forêts, le droit de pêche, l'office de lieutenant, avec la juridiction sur ces terres, et ses droits sur l'abbaye du Lac de Joux.
Lors des guerres entre les États bourguignons, les confédérés et Charles le Téméraire, Guillaume de La Sarraz avait réussi à obtenir une sauvegarde pour ses terres et son château. Mais en son absence le capitaine de la garnison laissait entrer dans la ville des compatriotes poursuivis par l'armée suisse. Profitant de cet acte qu'ils considéraient comme une trahison, les Suisses marchèrent sur La Sarraz. Après avoir ouvert une brèche dans les murs ils se livrèrent au pillage de la ville et du château qui fut incendié. Après ce désastre Bartholomé II, petit-fils de Guillaume, entreprenait la restauration de la forteresse et faisait apposer ses armes à l'entrée du bâtiment.
Après le décès du dernier membre de la famille de La Sarraz c'est Michel Mangerod, neveu de Bartholomé II, qui prend le titre de seigneur du lieu mais un second testament de Bartholomé nommait comme héritier son cousin Jacques de Gingins, seigneur du Châtelard. Cet imbroglio fut à l'origine de "la guerre des chapons", car il était dit que pendant cette guerre il "fut consommé plus de chapons que de poudre". En 1512 un jugement des députés du canton de Vaud accorde la baronnie à Mangerod avec la réserve que s'il n'avait pas de descendant mâle celle-ci serait remise à la maison de Gingins. Michel Mangerod, qui lutta contre Berne en 1536 qui voulait imposer la réforme protestante, fut forcé à l'exil après que son château ait été pris et incendié. Sa veuve se remarie avec François de Gingins lui apportant ainsi la baronnie de La Sarraz. Celui-ci, après avoir vendu son office de lieutenant de la vallée du Lac de Joux à Abraham Chabrey en 1662, transmet la seigneurie à son fils Joseph. À sa mort en 1623 ses quatre fils se partagent l'héritage : l'ainé, Sébastien, reçoit le château et Ferreyres, François a Orny, Albert hérite d'Éclépens et Joseph de Chevilly.

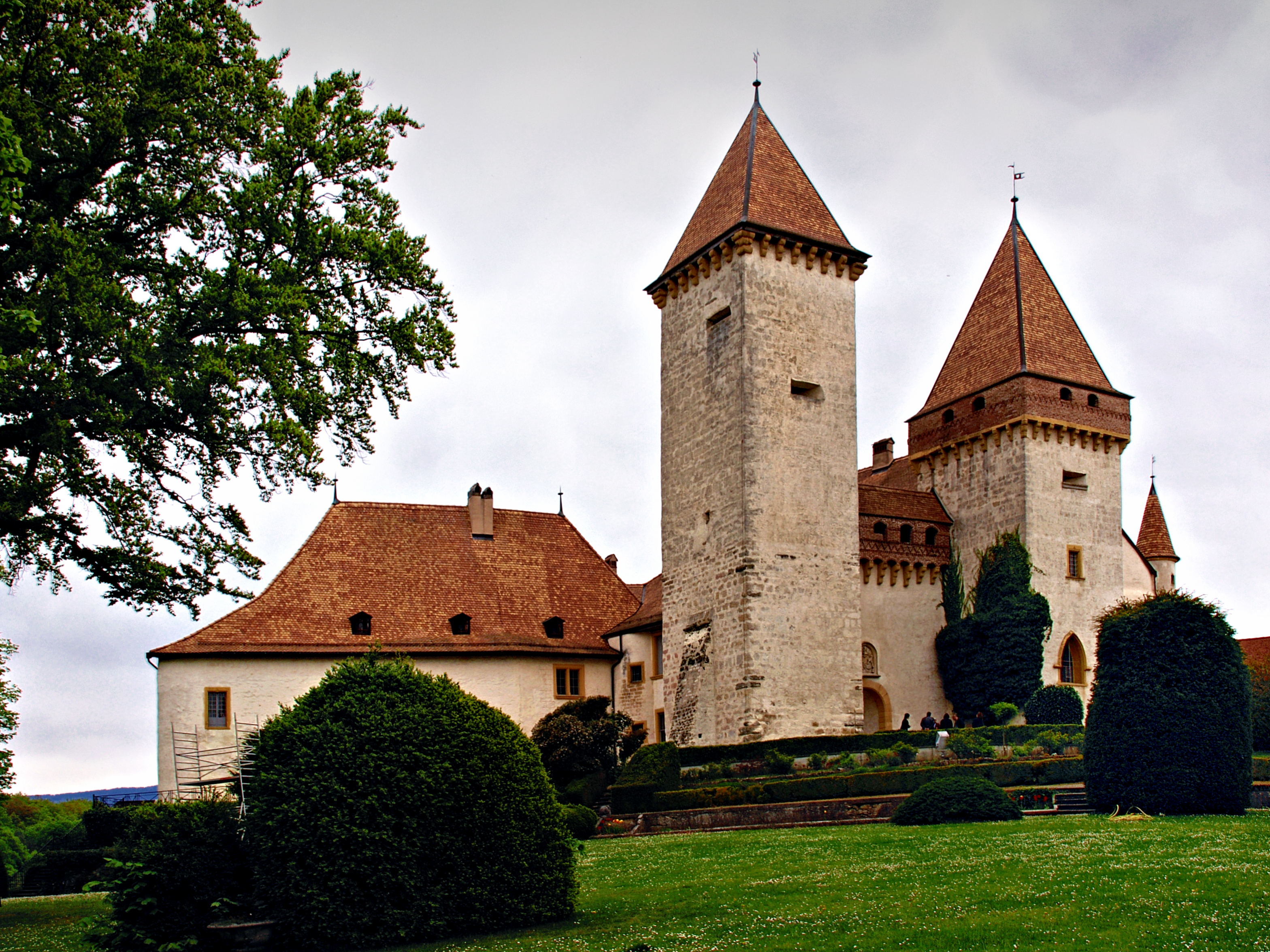
Le château
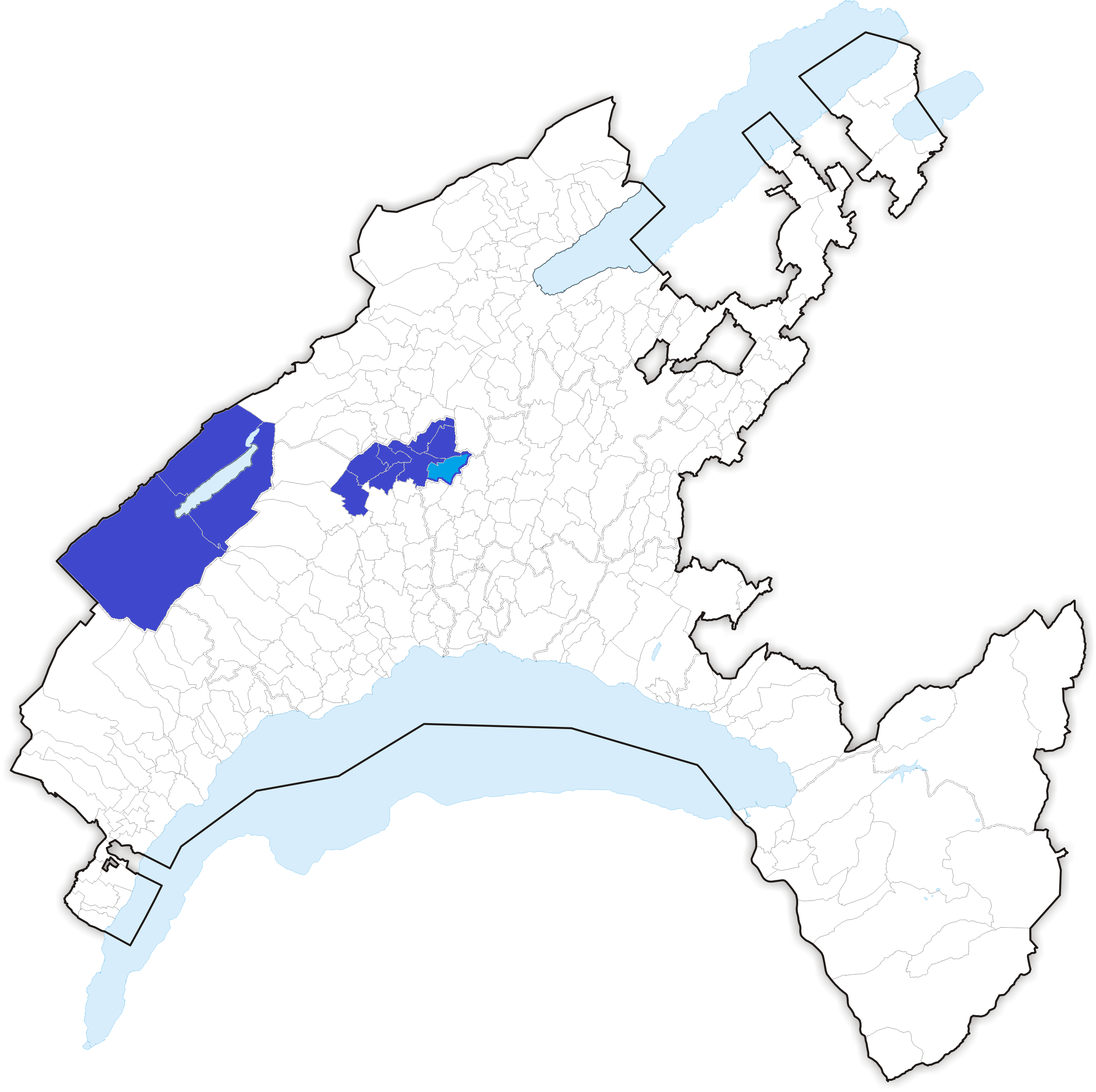
Carte de la seigneurie avant 1344
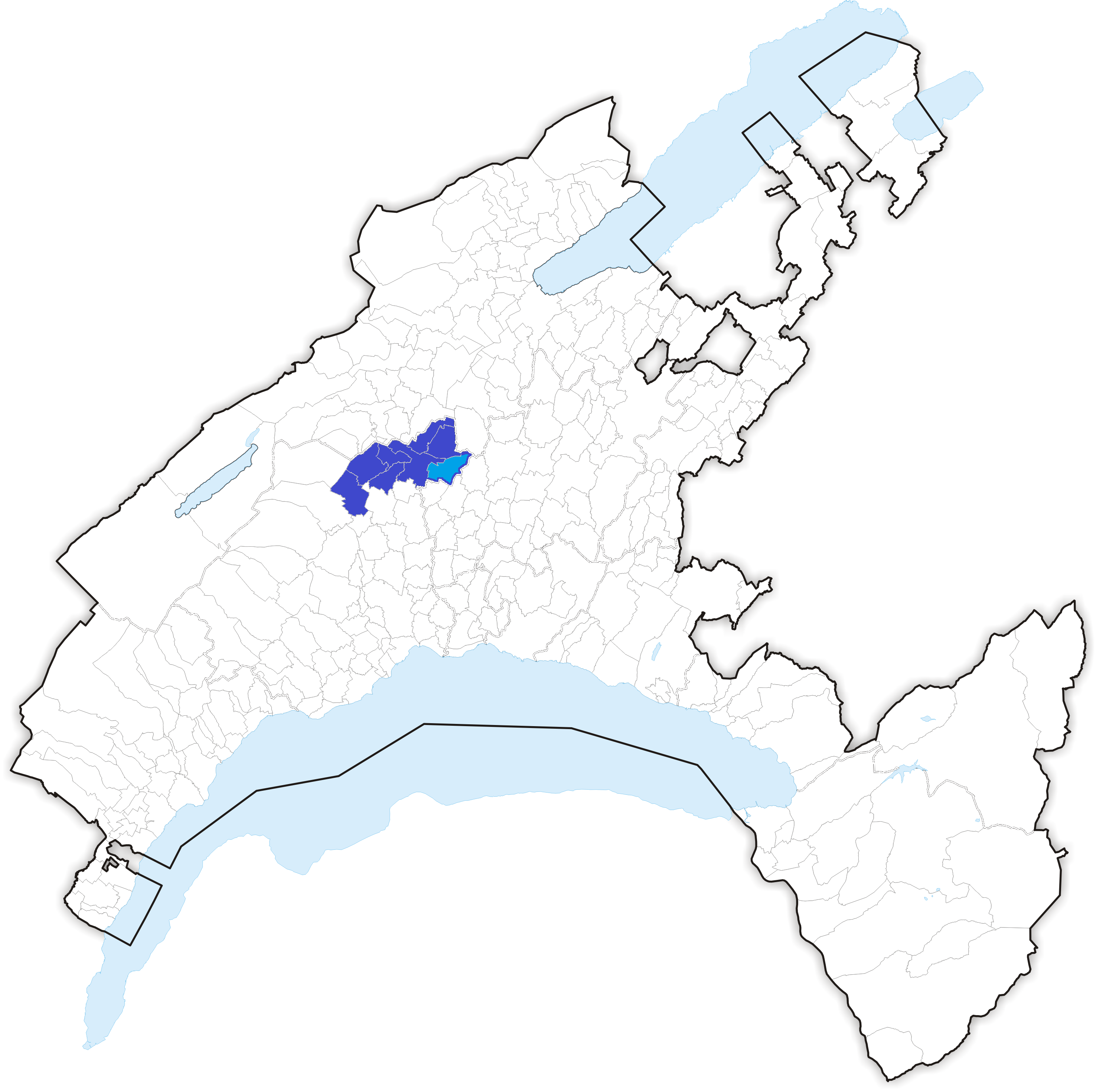
Carte de la seigneurie après 1344
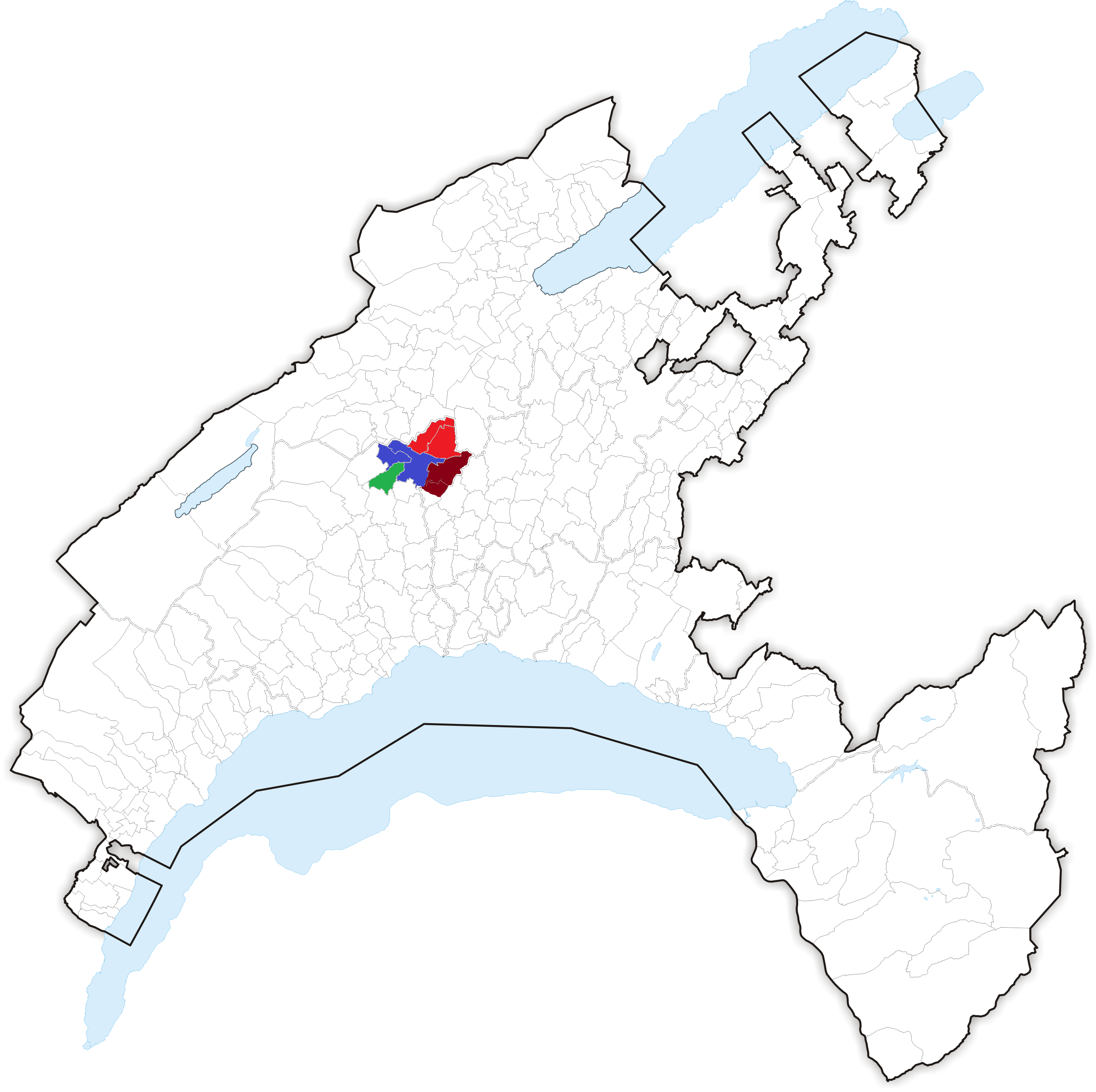
Partage de la seigneurie de 1624/1626